# فيليب سباردل مانتيلا
فيليب سباردل مانتيلا (بالإنجليزية: Philip Sparrdal Mantilla)‏ هو لاعب كرة قدم سويدي، من مواليد 11 أغسطس 1993، لعب مع نادي يورغوردينس ونادي ماريهامن.

## روابط خارجية
- فيليب سباردل مانتيلا على موقع اتحاد السويد (السويدية)
- فيليب سباردل مانتيلا على موقع قاعدة بيانات كرة القدم.إي يو (الإنجليزية)
- فيليب سباردل مانتيلا على موقع Soccerway.com (الإنجليزية)